# Xenophrys zhangi
Xenophrys zhangi és una espècie d'amfibi que viu a la Xina i, possiblement també, al Nepal.